# Der Strom (1922)
Der Strom ist ein deutsches Stummfilmdrama von Felix Basch mit seiner Ehefrau Grete Freund in der weiblichen Hauptrolle. An ihrer Seite spielt Eduard von Winterstein. Die Geschichte basiert auf dem gleichnamigen Schauspiel (1904) von Max Halbe.

## Handlung
Peter Dorn hat in Gemeinschaftsarbeit mit seiner Großmutter das Testament seines jüngst verstorbenen Vaters beseitigt, um dadurch seine beiden Brüder Jakob und Heinrich bei der Erbschaft auszubooten. Heinrich verlässt daraufhin das elterliche Heim und zieht in die Welt hinaus, während Jakob bleibt und fortan mit seinem Leben tiefunglücklich ist. Einzig seine verstohlene Liebe zu seiner Schwägerin Renate hält ihn noch aufrecht, doch da sie ja mit seinem schurkischen Bruder Peter verheiratet ist, verstärkt ihre Präsenz letztlich auch noch Jakobs Unglücksgefühl. Peter Dorn ist als Herr über den Deich auch für die Sicherheit des Stroms vor der Haustür bei Eisgang verantwortlich und erhält in einer solchen Situation mal wieder Besuch von einer Delegation, die den Zustand von Deich und fließendem Gewässer überprüft. Auch der Strombaumeister Heinrich Dorn kehrt aus diesem Grunde nach zwölf Jahren Abwesenheit erstmals wieder ins Elternhaus zurück. Das Wiedersehen zwischen Heinrich und Peter verläuft außerordentlich frostig und gereizt.
Heinrich hält Renate vor, mit Peter den falschen der Dorns geheiratet zu haben, denn auch er hatte sie immer geliebt. Renate weiß sehr wohl, dass er recht hat, denn sie ist an Peters Seite unglücklich und weiß überdies von Peter Machenschaften bezüglich der Testamentsunterschlagung. Erst jetzt findet sie die Kraft, sich vom ungeliebten Gatten zu lösen und verspricht Heinrich, ihm zu folgen. Als Renate gerade in Heinrichs Armen liegt, stürmt Jakob in das Zimmer. Er ist entsetzt von dem was er sieht und wittert allenthalben Verrat. Renate gesteht ihm die bisherigen Heimlichkeiten, woraufhin Jakob ins Freie stürzt und in einem Anfall von unbändigem Zorn den aufgeweichten Deich durchlöchern will. Peter erfährt von dessen Absicht und stürzt ihm nach. Zwar kann Peter das Unglück eines Deichbruchs verhindern, doch fordert der Strom, der einst Peters Kinder mit sich riss, erneut seinen Tribut und reißt nun auch ihn und Bruder Jakob mit sich. Während deren Leichen mit dem Wasser forttreiben, bleiben Heinrich und Renate zurück, die nun, frei von jeder Belastung der Vergangenheit, ein neues, gemeinsames Leben beginnen können.

## Produktionsnotizen
Der Strom entstand wohl im Winter 1921/22, passierte am 23. März 1922 die Filmzensur und wurde am 7. April desselben Jahres in Berlins UT-Kurfürstendamm uraufgeführt. Der Vierakter besaß  eine Länge von 1690 Meter. 
Die Filmbauten gestaltete Robert Neppach.

## Kritik
Der Filmbote meinte: „Die starke, fesselnde Handlung wird durch die ausgezeichnete Darstellung und die prachtvollen Bilder wirksamste unterstützt.“
In Wiens Kino-Journal war zu lesen: „Die Tragödie der Familie Doorn, die Max Halbe in seinem Roman „Der Strom“ so lebenswahr geschaffen, ist im Film in schweren, wuchtigen Bildern dargestellt.“